# Ganonema regulare
Ganonema regulare là một loài Trichoptera hóa thạch trong họ Calamoceratidae.